# Marshall Flinkman
Marshall J. Flinkman, jucat de Kevin Weisman, este inventatorul a multor dispozitive excentrice și foarte folositoare la SD-6 și mai târziu la CIA, în serialul Alias. 

## Biografie
Marshall are o personalitate excentrică care egalează cu munca pe care  desfășoară. El are tendința de a vorbi foarte rapid, uneori bolborosind despre subiectele tangențiale din mijlocul ședințelor -înainte de a fi redus la subiect de către o persoană nerăbdătoare. 
Are plăcerea de a apela la detalii inutile atunci când are de făcut o prezentare sau când trebuie să explice ceva - odată a fost arătat cântând la baterie pentru a-și dovedi punctul de vedere. Totuși, experiența sa în aproape toate subiectele posibile nu este în paralel cu cunoștințele sale în: robotică, chimie, electronică, biometrică, explozive, rețele de calculator și multe altele. Are de asemenea o memorie fotografică. 
Ca și Sydney Bristow, el a crezut că SD-6 este o ramură secretă a division of the CIA. Pentru că nu este un agent de teren, obișnuiește să falsifice poze cu el în diferite locuri exotice, pentru a-și face mama să creadă că lucrează pentru o companie care îi cere să călătorească foarte mult; o dată i-a cerut lui Sydney să facă câteva poze pentru a le modifica.
Când organizația SD-6 a fost distrusă, Marshall este adus la adevăratul CIA; unde spre deosebire de colegul său Marcus Dixon, se adaptează foarte ușor și devine rapid un membru valoros al echipei. Odată cu începutul sezonului al treilea, aflăm că  Marshall are o relație cu agentul NSA, Carrie Bowman, cu care se va căsători și va avea un copil, Mitchell.
Pe parcursul sezonului 3, Marshall începe să ofere sugestii pentru misiuni (care sunt puse în practică fără comentarii). La sfârșitul sezonului 3, Marshall este împușcat și rănit foarte grav de Lauren Reed. Pâna la începutul sezonului 4, el și-a revenit complet și este recrutat în noua divizie secretă a CIA, Authorized Personnel Only (APO).
Marshall servește ca o alinare comică pentru serial, dar are și câteva momente serioase, când este îngrijorat pentru cei dragi, cum ar fi Sydney, sau chiar mai mult pentru Carrie și Mitchell. Marshall descoperă că îi este foarte greu să îi mintă pe cei pe care îi iubește -de exemplu atunci când trebuie să îi ascundă soției sale (care, se pare, că nu mai lucrează pentru NSA) că lucrează în secret la APO. 
Marshall lucrează foarte rar ca agent de teren, și atunci, numai când este nevoie de vasta sa experiență în calculatoare. În sezonul 4, episodul "Tuesday", el este forțat să meargă singur într-o misiune pentru a o salva pe Sydney, care a fost îngropată de vie undeva în Cuba, în timp ce restul echipei APO este blocată în interiorul sediului, după ce o substanță toxică este eliberată la APO. Marshall, întârziase să ajungă la sediul APO din cauza unei probleme cu Mitchell, astfel, evită blocarea cu restul echipei în sediu și devine singurul agent care o poate salva pe Sydney. Mai târziu în aceași misiune, el îl împușcă și îl omoară accidental pe un agent dușman; nu este clar dacă aceasta este prima dată când Marshall a omorât pe cineva.
Al cincilea sezonul a decurs ca și până acum pentru Marshall, deși s-a împrietenit cu noua recrută la APO, Rachel Gibson, pentru care avea o deosebită admirație. Ultimul episod l-a arătat pe Marshall reîntorcându-se pe teren, pentru a obține mai multe informații despre organizația Prophet Five. A fost, mai târziu, capturat din propria sa casă de Kelly Peyton și torturat, rezistând cu curaj până când Sydney l-a rugat să coopereze. Marshall a continuat să ofere suportul tehnic necesar mai multor membri APO, pentru a-i opri pe Arvin Sloane sau pe Irina Derevko -inclusiv la oprirea de la distanță a rachetelor nucleare îndreptate de Irina către Washington D.C. și Londra. 
Într-o secvență din viitor, în ultimul episod, este dezvăluit faptul că Marshall și Carrie au încă doi copii și că Carrie este însărcinată cu al patrulea.

## Carrie Bowman
Carrie Bowman, jucată de Amanda Foreman, este un agent NSA și soția lui Marshall Flinkman.
Carrie este introdusă în sezonul 2, când lucra la sediul CIA din Los Angeles cu Marshall. Între cei doi s-a format o relație din care a rezultat căsătoria și nașterea fiului lor, Mitchell. Aceasta, desigur, s-a întâmplat într-un mod tipic lui Marshall. Cei doi au hotărât că se vor căsători înainte de nașterea copilului, dar Carrie a început să aibă dureri de naștere în mijlocul unei misiuni importante. Marshall îl pune pe Eric Weiss să îi căsătorească prin intermediul unui certificat de pe internet (în timp ce Marshall continuă să îi ghideze pe Sydney și Vaughn în misiunea lor), apoi reușește ca în ultima secundă să își ducă soția la spital. 
Carrie are o voință puternică și tinde să se impună în disputele cu soțul ei, și, în ciuda anumitor neînțelegeri, cei doi se iubesc în continuare la fel de mult.  
Odată cu începutul sezonului 4, Carrie se pare că și-a dat demisia de la NSA, pentru a avea grijă de Mitchell. Ea nu știa faptul că Marshall continua să lucreze la CIA, de vreme ce APO este o divizie secretă a CIA, care se află sub ordine precise de a-și menține existența secretă. Carrie a apărut în sezonul 4 numai în episodul "Tuesday" și înaintea finalului serialului într-un episod din sezonul 5 ("...1...").
În ultimul episod, Carrie a descoperit că Marshall lucra încă pentru CIA atunci când acesta a fost răpit de agenții lui Arvin Sloane. Ea a lucrat la APO pentru a-i salva pe Marshall și pe Rachel, de asemenea răpită, demonstrând că este la fel de pricepută ca și Marshall.
În secvența din viitor de la sfârșitul episodului, este menționat faptul că Marshall și Carrie au doi copii, în afară de Mitchell, cu încă unul pe drum și că toți sunt băieți. 